# Harry Potter and the Methods of Rationality
Harry Potter and the Methods of Rationality (HPMOR) ist eine Harry-Potter-Fan-Fiction von Eliezer Yudkowsky. Er adaptierte die Geschichte von Harry Potter, um die Rationalität zu fördern und um komplexe Konzepte der Kognitionswissenschaft, der Philosophie und der Wissenschaftstheorie zu erklären, die er auch in seinem Blog LessWrong propagiert.  Yudkowsky veröffentlichte HPMOR vom 28. Februar 2010 bis zum 14. März 2015 als Serie mit insgesamt 122 Kapiteln. HPMOR wurde von Fans in mehrere Sprachen übersetzt, unter anderem ins Deutsche und auf Englisch als Hörbuch vertont.

## Handlung
In "Harry Potter and the Methods of Rationality" wird die Geschichte von Harry Potter in einem alternativen Universum erzählt, in dem Harry von seinen Pflegeeltern in einer wissenschaftlich orientierten Umgebung aufgezogen wird. An seinem elften Geburtstag erhält er einen Brief von Hogwarts und entdeckt die magische Welt.
Anders als im Original ist Harry ein rational denkender Junge mit fundierten Kenntnissen in Psychologie und Naturwissenschaften, der die Magie nicht einfach akzeptiert, sondern sie hinterfragt und analysiert. Er nutzt wissenschaftliche Methoden, um die Prinzipien der Magie zu verstehen und entwickelt eigene Theorien über die Funktionsweise der magischen Welt.
In Hogwarts trifft Harry auf verschiedene Charaktere, darunter Hermione Granger, die seine Denkweise teilt, und Draco Malfoy, mit dem er sich anfreundet. Harry versucht, seine Mitschüler und Lehrer von rationalen Ideen zu überzeugen und geht oft unkonventionelle Wege, um Probleme zu lösen.
Die Handlung umfasst Harrys Bemühungen, die Geheimnisse der Magie zu entschlüsseln, seine Auseinandersetzungen mit den traditionellen Werten der magischen Gemeinschaft und seine Entwicklung als Charakter. Die Geschichte behandelt Themen wie Rationalität, Ethik und die Suche nach Wissen, während Harry sich mit Herausforderungen und Konflikten in der magischen Welt auseinandersetzt.

## Rezeption
Harry Potter und die Methoden der Rationalität ist auf FanFiction.net sehr beliebt, obwohl es auch zu einer erheblichen Polarisierung unter den Lesern geführt hat. Im Jahr 2011 zeichnete Daniel D. Snyder von The Atlantic auf, wie HPMOR „für Aufruhr in der Fan-fiction-Community sorgte und sowohl Verurteilungen als auch Lob“ auf Online-Messageboards „für seine blasphemische – oder brillante – Behandlung des Kanons“ hervorrief.  Im Jahr 2015 beschrieb David Whelan von Vice HPMOR als „das beliebteste Harry-Potter-Buch, das Sie noch nie gesehen haben“ und behauptete: „Die meisten Leute sind sich einig, dass es brillant geschrieben, herausfordernd und – seltsamerweise – bewusstseinsverändernd ist.“
Die allgemeine Rezeption von HPMOR war durchweg positiv; Die Fanfiction wird laut Rhys McKay von Who „weithin als eine der besten Fanfictions angesehen, die jemals geschrieben wurden“.  Der mit dem Hugo Award ausgezeichnete Science-Fiction-Autor David Brin hat HPMOR für The Atlantic im Jahr 2010 positiv rezensiert und gesagt: „Es ist eine großartige Serie, subtil und dramatisch und anregend … Ich wünschte, alle Potter-Fans würden hierher kommen und eine größere, mutigere und herausforderndere Geschichte ausprobieren.“ Im Jahr 2014 lobte der amerikanische Politiker Ben Wikler HPMOR auf The Guardian als „die Nummer 1 Fanfiction Serie aller Zeiten“, und verglich Harry mit der skeptischen Haltung seines Freundes Aaron Swartz. Der Rechtswissenschaftler William Baude, der für die Washington Post schrieb, lobte HPMOR als „eines meiner Lieblingsbücher, das in diesem Jahrtausend geschrieben wurde“ und „das beste Harry-Potter-Buch, das jemals geschrieben wurde, obwohl es nicht von J.K. Rowling geschrieben wurde.“  In 2015 beschrieb Vakasha Sachdev von der Hindustan Times HPMOR als „die Geschichte einer denkenden Person über Magie und Heldentum“ und dass „der Konflikt zwischen Gut und Böse als Kampf zwischen Wissen und Unwissenheit dargestellt wird“, was sein Lob hervorrief. Im Jahr 2017 nannte Carol Pinchefsky von Syfy HPMOR „etwas Brillantes“ und „eine Plattform, auf der der Autor komplexe Ideen auf eine zugängliche und geradezu unterhaltsame Weise präsentiert.“ In einem Interview für The Sydney Morning Herald aus dem Jahr 2019 sagte Lili Wilkinson, dass sie HPMOR verehrt; ihr zufolge „erklärt es nicht nur im Grunde alle wissenschaftlichen Theorien, von der Wirtschaft bis zur Astrophysik, sondern beinhaltet auch die großartigste Szene, in der Malfoy etwas über DNA erfährt und sich seiner reinblütigen Bigotterie stellen muss.“

### Auszeichnungen
Die Audioversion von „HPMOR“ war 2012 und 2015 Finalist bei den Parsec Awards.